# 西方善魔女
西方善魔女是日本小说家荻原规子的奇幻文學小说。由漫畫家桃川春日子改編為漫畫，2006年改编為電視動畫。

## 概要
西方善魔女、東方之武王、

叫喚賢者及詩人，群齊造訪冰之都。

白晝星落末日臨。背後之人是何人？ 
採用女王制度的古拉爾國北方，邊境高地住著一位15歲的少女菲莉葉·戴伊，就在第一次參加舞會的早晨，得到青梅竹馬路恩轉交的一條漂亮青石項鍊，那是菲莉葉的父親、戴伊博士所傳給女兒的信物。而就在舞會之中，這條項鍊改變了菲莉葉的一生。

## 登场人物
採用東立出版社漫畫譯名
- 菲莉葉·戴伊（聲：折笠富美子）
- 路恩·魯茲金（聲：平田宏美）（本名：路貝魯休茲魯茲金）[2]
- 吉帝歐·戴伊
- 波合（聲：中博史）
- 塔比莎（聲：鳳芳野）
- 阿蒂爾·羅蘭多（聲：斎藤千和）
- 尤西斯·羅蘭多（聲：谷山纪章）
- 羅特·克里始巴特（聲：石田彰）
- 瑪莉耶（聲：藤村歩）
- 蕾安朵拉（聲：田中理恵）
- 萊安蒙公爵（聲：中田讓治）
- 芬瑟特（聲：恒松あゆみ）
- 伊克蕾（聲：斎贺みつき）
- 西莎莉亞（聲：能登麻美子）
- 巴特（聲：小川辉晃）

## 小说
- 西方善魔女1 少女 ISBN 4125004919
- 西方善魔女2 秘密的花园 ISBN 4125005036
- 西方善魔女3 蔷薇的名前 ISBN 4125005265
- 西方善魔女4 世界森林 ISBN 4125005680
- 西方善魔女5 左手 ISBN 4125005915
- 西方善魔女 外传1  ISBN 4125006350
- 西方善魔女 外传2  ISBN 4125006733
- 西方善魔女 外传3  ISBN 4125008051

## 漫畫
以下為東立出版社所代理的台灣中文版。本篇全7冊，外傳1冊。
1. ISBN 9789861165349
2. ISBN 9789861165356
3. ISBN 9789861170237
4. ISBN 9789861178158
5. ISBN 9789861187167
6. ISBN 9789861195575
7. ISBN 9789861008882

- 外傳 ISBN 9789861021515

## 電視动画
2006年4月到6月播出、動畫標題《西方善魔女Astraea Testament》為名播放。全13話。

### 製作人員
- 原作：荻原規子（中央公論新社刊）
- 漫畫・角色原案：桃川春日子（月刊コミックブレイド連載）
- 監督：中山勝一
- 腳本構成：冨岡淳広
- 人物設定：相澤昌弘
- 補佐：木野下澄江
- 設定：小林誠
- 美術監督：飯島寿治
- 色彩設計：谷本千絵
- 攝影監督：岩崎敦
- 編集：瀬山武司
- 音樂：七瀬光
- 音響監督：菊田浩巳
- 執行製作人：保坂嘉弘、市橋耕治、川村明廣、井上俊次、橋本義賢、春田克典
- 製作人：立石茂、山口泰明、大森啓幸、小池克実、浜津隆之、中島伸治
- 音楽制作：Mellow Head
- 音樂監督：伊藤善之
- 音響製作：樂音舍
- 制作：ハルフィルムメーカー
- 制作：Project West Witch（マッグガーデン、IMAGICA、ジェネオンエンタテインメント、オンザラン、タブリエ）

### 主题歌
- 片頭曲「Starry Waltz」

作詞：霜月はるか
作曲／編曲：myu
歌：kukui
- 片尾曲「彼方」

作詞：さねよしいさ子
作曲／編曲：伊藤真澄
歌：マリアリア

### 各話資料
| 话数 | 标题                     | 脚本       | 分鏡           | 演出                | 作画监督           |
| ---- | ------------------------ | ---------- | -------------- | ------------------- | ------------------ |
| 1    | エディリーンの首饰り     | 冨冈淳広   | 中山胜一       | 布施木一喜 名取孝浩 | 相泽昌弘           |
| 2    | 子ヤギたちの行方         | 冨冈淳広   | 笹木信作       | 小坂春女            | 古贺准二           |
| 3    | 秘密の花园               | 河原ゆうじ | 吉田彻         | 吉田彻              | さのえり           |
| 4    | 花园の暗闇               | 杉浦真夕   | 福田道生       | 佐贺敏              | 日高真由美         |
| 5    | 暗跃する花々             | 北条千夏   | 岛崎奈々子     | 岛崎奈々子          | 羽生贵之           |
| 6    | 宫廷円舞曲               | 北条千夏   | 关野昌弘       | 山田弘和            | 古贺准二・さのえり |
| 7    | 亡き王女のための孔雀舞   | 河原ゆうじ | 阿蒜晃士       | 内田信吾            | 相泽昌弘           |
| 8    | 幻想曲と遁走曲           | 杉浦真夕   | ヤマトナオミチ | 嵯峨敏              | 日高真由美         |
| 9    | 世界のかなたの森         | 杉浦真夕   | 山田弘和       | 山田弘和            | 羽生贵之・伊藤克修 |
| 10   | 见えない壁               | 北条千夏   | 福田道生       | 藤本ジ朗            | 山本正文           |
| 11   | 吟游诗人の道             | 河原ゆうじ | 阿蒜晃士       | 小坂春女            | 古贺准二・畑智司   |
| 12   | 真昼の星                 | 冨冈淳広   | 中山胜一       | 大脊戸聡            | 羽生贵之・伊东克修 |
| 13   | 大事なもの、守りたいもの | 冨冈淳広   | 摩砂雪         | 中山胜一            | 相泽昌弘           |

### 播放電視台
日本深夜動畫：下文記載的日本国内播放時間使用日本標準時間（UTC+9）表示。因為部分時間标识會採用30小时制，因此請留意这类超过24:00的时间，其實際播放時間為翌日清晨。
| 播映地域 | 電視台         | 播映期間                     | 播映時間                 | 所屬聯播網  |
| -------- | -------------- | ---------------------------- | ------------------------ | ----------- |
| 京都府   | 京都放送       | 2006年4月7日 -2006年6月30日  | 金曜 25時45分 - 26時15分 | 獨立UHF系列 |
| 全国放送 | AT-X           | 2006年4月8日 -2006年7月1日   | 土曜 10時00分 - 10時30分 | CS放送      |
| 神奈川縣 | 神奈川電視台   | 2006年4月8日 -2006年7月1日   | 土曜 28時25分 - 28時55分 | 獨立UHF系列 |
| 群馬縣   | 群馬電視台     | 2006年4月16日 -2006年7月9日  | 日曜 25時30分 - 26時00分 | 獨立UHF系列 |
| 東京都   | 東京都會電視台 | 2006年4月20日 -2006年7月13日 | 木曜 26時30分 - 27時00分 | 獨立UHF系列 |
| 奈良縣   | 奈良電視台     | 2006年4月27日 -2006年7月20日 | 木曜 25時30分 - 26時00分 | 獨立UHF系列 |
| 長野縣   | 信越放送       | 2006年4月28日 -2006年7月21日 | 金曜 26時00分 - 26時30分 | JNN系列     |
| 全国放送 | BS朝日         | 2006年5月1日 -2006年7月24日  | 月曜 26時00分 - 26時30分 | ANN系列     |
| 熊本縣   | 熊本放送       | 2006年5月15日 -2006年8月7日  | 月曜 26時20分 - 26時50分 | JNN系列     |

## 外部連結
- TVアニメーション 西の善き魔女 Official Website （页面存档备份，存于）
- 東京ＭＸテレビ＊西の善き魔女　Astraea Testament （页面存档备份，存于）
- 西の善き魔女Wiki （页面存档备份，存于）